# Rádio Paris-Lisboa
Rádio Paris Lisboa, antecessora da Rádio Europa Lisboa, é uma estação de rádio criada em 1989 por iniciativa do Ministério dos Negócios Estrangeiros de França, em colaboração com a Alliance Française de Lisboa.
Nascida como uma rádio de expressão francesa, com o objectivo de manter e intensificar a presença da cultura e da língua francesas em Portugal, começou a emitir em 4 de Setembro de 1989 na frequência 90.4FM, frequência ainda usada pela Rádio Europa Lisboa. A equipa, inicialmente formada por 7 elementos, instalou-se na avenida João Crisóstomo, nº 50, em Lisboa e iniciou a sua actividade com 24 horas de emissão diária.
A 28 de Junho de 1996 a Radio France Internationale tornou-se accionista maioritária da RPL e assumiu a gestão.
A 13 de Março de 2006, a RPL transformou-se na Rádio Europa Lisboa, que presentemente transmite a partir do seu centro emissor no Monsanto, cobrindo em perfeitas condições toda a região da Grande Lisboa, com qualidade de sinal digital.